# Тридцятиметровий телескоп
Тридцятиметровий телескоп (англ. Thirty Meter Telescope; TMT) — проєкт великого телескопа (англ. НВТ ELT), спорудження якого на Мауна-Кеа — найвищій горі Гаваїв — викликало суперечки через те, що частина корінних гавайців вважають гору священною. TMT мав стати найбільшим телескопом у діапазоні видимого світла на Мауна-Кеа.
Вчені розглядали НВТ з середини 1980-х. У 2000 році астрономи розглянули можливість телескопа з головним дзеркалом діаметром більше 20 метрів. Технології побудови суцільного дзеркала діаметром більше 8,4 метра не існує; натомість вчені розглядали можливість складання його або невеликих сегментів, або групування великих 8-метрових дзеркал, що створюють одне велике дзеркало і працюють як одне ціле. Національна академія наук США рекомендувала 30-метровий телескоп, як один із основних інтересів США, прагнучи бачити його побудованим протягом десятиліття. Вчені з Каліфорнійського університету та Каліфорнійського технологічного інституту (Калтеху) розпочали розробку проєкту, який з часом мав стати ТМТ і мав складатися із 492 сегментованих дзеркал дев'ятикратної сили обсерваторії Кека. Завдяки величезній потужності збирання світла та оптимальним умовам спостереження, які існують на вершині Мауна-Кеа, ТМТ мав би дати змогу астрономам проводити дослідження, які неможливі з діючими інструментами. TMT розроблявся для спостережень від ультрафіолетового до середнього інфрачервоного випромінювання (довжина хвилі від 0,31 до 28 мкм), що має адаптивну оптику для корекції розмиття зображення. ТМТ мав знаходитися на найбільшій висоті з усіх запропонованих НВТ. Телескоп мав урядову підтримку кількох країн.
Після жовтня 2014 року демонстрації привернули увагу преси, тоді будівництво було тимчасово зупинено через блокаду проїжджої частини. Будівництво телескопа було відновлено з 2 квітня, а пізніше 24 червня 2015 року, його щоразу блокували подальші протести. У 2015 році губернатор Девід Іге оголосив про кілька змін в управлінні Мауна-Кеа, включаючи вимогу, щоб ТМТ був останнім телескопом, побудованим на горі, а кілька старих телескопів були зняті з експлуатації.  Гавайська Рада земель і природних ресурсів  (РЗПР) схвалила проєкт TMT, але Верховний суд Гаваїв у грудні 2015 року визнав недійсними дозвіл на будівництво, постановивши, що Рада не дотримувалась належного порядку. 30 жовтня 2018 року Суд і Гавайський губернатор схвалили відновлення будівництва. Девід Іге оголосив, що будівництво мало відновитися з 15 липня 2019 року.

## Підготовка
У 2000 році астрономи почали розглядати потенціал телескопів діаметром більше 20 метрів. Були розглянуті дві технології; сегментовані дзеркала, подібні до тих, що в обсерваторії Кека, та використовуються в групі з 8-метрових дзеркал, встановлених в формі єдиного цілого. Національна академія наук США висловила припущення, що 30-метровий телескоп має бути в центрі американських астрономічних інтересів, і рекомендувала його побудувати протягом десятиліття. У тому ж році Каліфорнійський університет разом з Калтех розпочали розробку 30-метрового телескопа. Каліфорнійський надзвичайно великий телескоп (КНВТ, англ. CELT) був розроблений разом з Гігантським мегалланівським телескопом, гігантським сегментованим дзеркальним телескопом (ГСДТ, англ. GSMT) та дуже великим оптичним телескопом (ДВОТ, англ. VLOT). Ці дослідження з часом стануть телескопом тридцятиметровим. TMT має в дев'ять разів перевищувати площу збору старого телескопа обсерваторії Кека, використовуючи дещо менші дзеркальні сегменти в значно більшій групі. Ще один телескоп великого діаметра в побудові — це європейський Надзвичайно великий телескоп (англ. ELT), який будується на півночі Чилі.
Телескоп призначений для спостережень у діапазоні від майже ультрафіолетового до середнього інфрачервоного випромінювання (довжина хвилі — від 0,31 до 28 мкм). Крім того, його адаптивна система оптики допоможе виправити розмитість зображення, викликану атмосферою Землі, допомагаючи досягти потенціалу великого дзеркала. Серед існуючих та запланованих надзвичайно великих телескопів ТМТ планувалося розмістити найвище і він мав стати другим за розміром дзеркала (після побудови європейського Надзвичайно великого телескопа). Обидва вони застосовують сегменти з малих 1,44 м шестикутних дзеркал — конструкція, що значно відрізняється від великих дзеркал Великого бінокулярного телескопа (ВБТ, англ. LBT) та Гігантського мегаланівського телескопа (ГМТ,  англ. GMT). TMT отримав державну підтримку Канади, Китаю, Японії та Індії. США також вносить деяке фінансування, але менше, ніж формальне партнерство.

### Пропоноване розміщення
Проєктувальники TMT у співпраці з Асоціацією університетів з астрономічних досліджень  (англ. AURA) зробили багаторічний аналіз п'яти місць розташування:
- Обсерваторія Роке-де-лос-Мучачос, Ла-Пальма, Канарські острови, Іспанія
- Сьєрра-Армазоне, Антофагаста (Чилі)
- Сьєрра-Толанчар, Антофагаста,  Чилі
- Сьерра-Толар, Антофагаста, Чилі
- Мауна-Кеа, Гаваї, Сполучені Штати
- Сан-Педро-Мартір, Баха, Каліфорнія (Мексика)
- Ханле, Джамму та Кашмір, Індія[21].

Рада директорів корпорації обсерваторії TMT звузила список до двох місць (по одному в кожній півкулі) для подальшого розгляду: Сьєрра-Армазоне в чилійській пустелі Атакама та Мауна-Кеа на острові Гаваї. 21 липня 2009 року рада TMT оголосила Мауна-Kea найкращим місцем. Остаточне рішення щодо вибору місця TMT базувалося на поєднанні наукових, фінансових та політичних критеріїв. У Чилі розташована Південна європейська обсерваторія, яка будує Надзвичайно великий телескоп. Якби обидва телескопи перебували неподалік один від одного, то астрономічні об'єкти іншої півкулі неба не потрапляли б у поле зору жодного з них. У квітні 2013 року телескоп отримав дозвіл Ради земель і природних ресурсів Гаваїв. Втім, існувала протидія будівництву телескопа, яка ґрунтувалася на можливому руйнуванні крихкого альпійського середовища Мауна-Кеа через будівництво, рух і шум, що викликало занепокоєння щодо існування декількох видів і що Мауна-Кеа — священне місце для національної гавайської культури. Рада земель і природних ресурсів Гаваїв умовно надала дозвіл на будівництво ТМТ на Мауна-Кеа в лютому 2011 року. Наданий дозвіл було оскаржено; однак після слухань 12 лютого 2013 року Рада офіційно затвердила місце. Через постійні протести, які знову спалахнули в липні 2019 року, чиновники проєкту TMT попросили дозвіл обрати інше місце для будівництва. Як варіант, розглядався острів Ла-Пальма на Канарських островах. Директор інституту астрофізики Канарських островів Рафаель Реболо підтвердив, що він отримав лист з проханням дозволу на будівництво на цьому місці як резервному у випадку, якщо на Гаваях не вдасться побудувати, проте екологи на Канарських островах також готувалися до боротьби з його будівництвом, посилаючись на втрату археологічних та культурних пам'яток.

### Партнерство та фінансування
Фонд Гордона та Бетті Мур виділив 200 мільйонів доларів на будівництво. Калтех та Каліфорнійський університет виділили додатково 50 мільйонів доларів США. Японія, яка має на Мауна-Kea 8,3-метровий телескоп Субару, також є партнером.
У 2008 році Національна астрономічна обсерваторія Японії (НАОЯ, англ. NAOJ) приєдналася до ТМТ як інституція, що співпрацює. Наступного року вартість телескопа була збільшена з 970 мільйонів доларів до 1,4 мільярда доларів. Того ж року Національна астрономічна обсерваторія Китайської академії наук (НАОС, англ. NAOC) приєдналася до ТМТ як спостерігач.
16 червня 2010 року губернаторка Лінда Лінгл та канцлер університету Гаваї-Хіло Роуз Тсенг відвідали бенкет у Великій народній залі на площі Тяньаньмень у столиці Китаю Пекіні, за підтримки Китайської асоціації дипломатичної дружби та Торгово-промислової палати Китаю. На бенкеті був спеціальний гість, Лу Йонг Сян, віце-голова Національного конгресу Китаю та голова Національної академії наук Китаю, який відвідав Мауна-Кеа задля наміру Китаю стати партнером для співпраці з TMT. Губернаторка виступила з доповіддю щодо двох конкуруючих місць розташування: Мауна-Кеа та Сьєрра-Армазоне, Чилі. Виступаючи на конференції Китайської академії наук у 1995 році, Лу Йонг Сян заявив, що до 2010 року академія стане однією з провідних міжнародних наукових установ з новими результатами досліджень у таких галузях, як дослідження Місяця, еволюція Всесвіту, життя, космічна мікрогравітація, фізика частинок та астрофізика.
У 2010 році консорціум Індійських дослідницьких інститутів астрономії (Індійський інститут астрофізики (IIA), Міжуніверситетський центр астрономії та астрофізики (IUCAA) та Науково-дослідний інститут спостережень Арябхатта (ARIES) приєдналися до проєкту TMT в якості спостерігачів. Статус спостерігача — це перший крок до того, щоб стати повноправним партнером у будівництві ТМТ та брати участь у розробці інженерії та науковому використанні обсерваторії (за умови затвердження фінансування уряду Індії). Через два роки Індія та Китай стали партнерами з представниками правління TMT. Обидві країни домовилися поділити витрати на будівництво телескопа, які, як очікувалося, мали становити 1 мільярд доларів. Індія стала повноправним членом консорціуму TMT у 2014 році. У 2019 році компанія, що базується в Індії, Larsen & Toubro (L&T) уклала контракт на побудову сегментної конструкції підтримки (SSA), яка «є складною оптико-механічною підзбіркою, на якій знаходиться кожне шестикутне дзеркало 30-метрового первинного дзеркала, серце телескопа, і яка є змонтованою». Фабрика з виробництва оптики Індії TMT (ITOFF) буде побудована в кампусі Індійського інституту астрофізики в місті Осакоте, поблизу Бенгалуру. Індія також поставить 80 з 492 дзеркальних сегментів для TMT. А. Н. Рамапракаш, асоційований програмний директор India-TMT заявив: «Всі датчики, пускачі та SSA для всього телескопа розробляються та виробляються в Індії, вони будуть об'єднані для побудови серця TMT», також додав: «Оскільки Індія вперше бере участь у такому технічно вимогливому астрономічному проєкті, це також є можливість перевірити здібності індійських вчених та індустрії, також».
Постійні фінансові зобов'язання уряду Канади викликали сумніви через економічний тиск. Тим не менш, 6 квітня 2015 року прем'єр-міністр Стівен Харпер заявив, що Канада виділить 243,5 мільйони доларів протягом 10 років. Унікальний корпус телескопа був розроблений компанією Динамічні Структури ЛТД. у Британській Колумбії.
8 березня 2024 року, за повідомленням The New York Times, будівництво TMT на Гаваях вимагає насправді близько $3 млрд інвестицій, однак наразі зібрано менше половини необхідної вартості телескопу. Відповідно, швидше за все, телескоп не буде готовий до 2030-х років.

## Дизайн

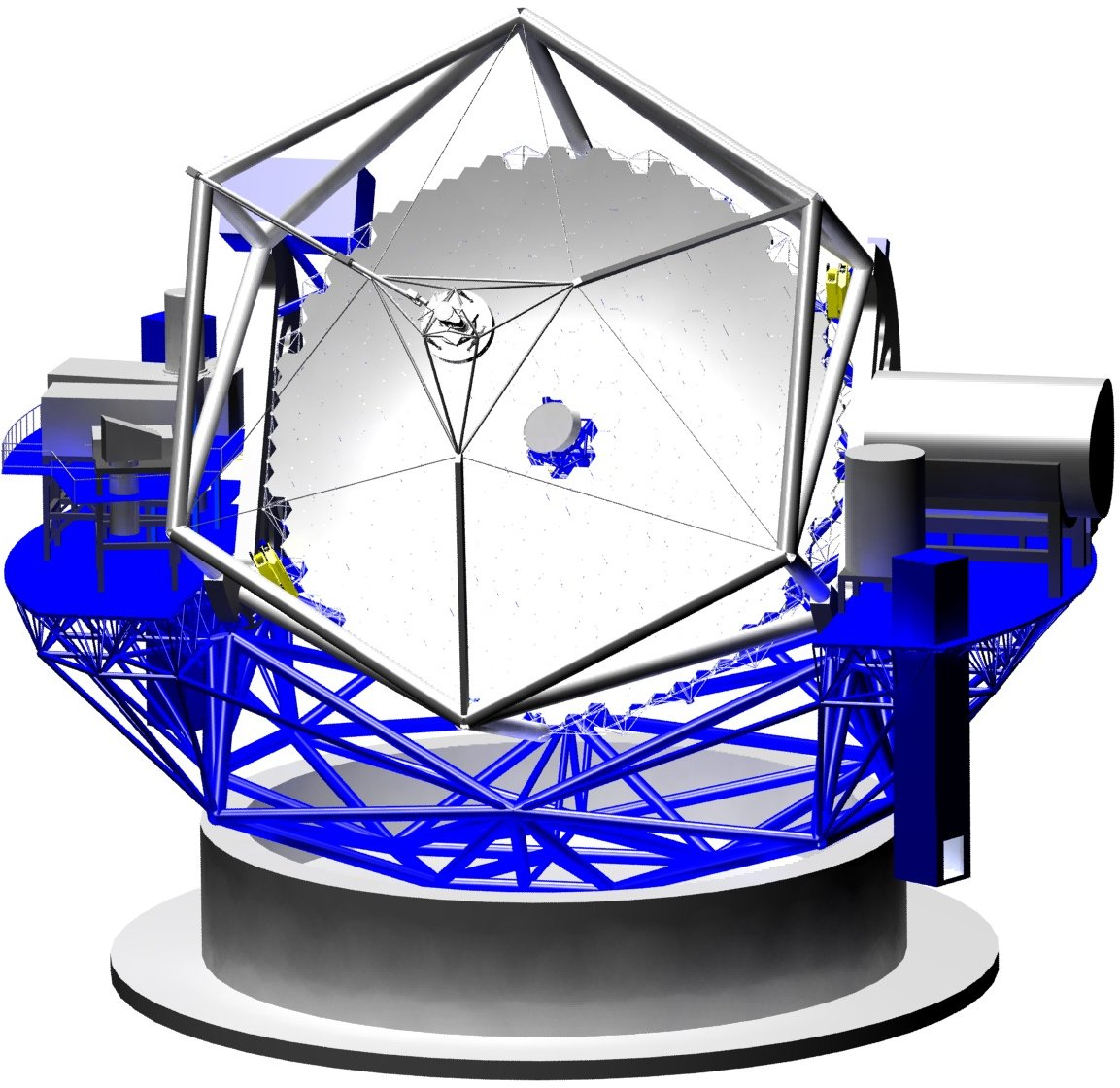
Тридцятиметровий дизайн телескопа (кінець 2007 року).

ТМТ розміщуватиметься в обсерваторії загального призначення, здатній досліджувати широкий спектр астрофізичних проблем. Діаметр куполу буде 217 футів, висота — 180 футів (як вісімнадцятиповерховий будинок). Загальна площа споруди, за прогнозами, становитиме 1,44 гектари в межах 5-гектарного комплексу.

### Телескоп
Центральним елементом обсерваторії ТМТ мав стати телескоп системи Річі — Кретьєна з 30-метровим (98 футів) діаметром первинного дзеркала. Це дзеркало мало бути сегментованим і складатися з 492  окремих шестикутних дзеркал (діаметром 1,4 м кожне). Форма кожного сегмента, а також його положення відносно сусідніх сегментів будуть контролюватися активно.
Вторинне дзеркало 3,1 метра (10 футів) повинно створювати безперешкодне поле зору діаметром 20 кутових мінут із фокусним співвідношенням 15. Плоске третинне дзеркало розміром 3,5 × 2,5 метри мало спрямовувати світло до наукових приладів, встановлених на великих платформах у фокусі Несміта. Телескоп повинен мати альт-азимутальне монтування. Цільові можливості придбання та налаштування системи потрібно досягти протягом 5 хвилин або десяти хвилин, щоб перейти на новий пристрій. Для досягнення цих часових обмежень TMT використовуватиме архітектуру програмного забезпечення, яка пов'язана з сервісною системою зв'язку. Рухома маса телескопа, оптики та інструментів становитиме 1430 тонн. Проєкт споруди походить з обсерваторії Кека.

### Адаптивна оптика

Розміри дзеркал існуючих та проєктованих телескопів. Два інших нових ELT і GMT будуються в південній півкулі

Невід'ємною частиною обсерваторії є система Мульти-кон'югатної адаптивної оптики (МКАО, англ. МСАО). Ця система вимірює атмосферні турбулентні течії, спостерігаючи за поєднанням природних (реальних) зір та штучних лазерних зір. На підставі цих вимірювань пара дзеркал, що деформуються буде регулюватися багато разів на секунду для виправлення випромінювань оптичних хвиль-фронту, спричинених турбулентністю, яка втручається.
Ця система буде створювати зображення з обмеженою дифракцією в полі зору 30-дугового діаметра, а це означає, що серцевина функції точкового розсіювання матиме розмір 0,015 кутової секунди при довжині хвилі 2,2 мікрометра, майже в десять разів краще, ніж космічний телескоп Габбл.

### Наукове приладобудування

#### Можливості раннього освітлення
Для наукових спостережень було заплановано побудувати три інструменти:
- Широкосмуговий оптичний спектрометр (ШПОС, англ. WFOS) забезпечує межу бачення, яка опускається до ультрафіолетового випрмінювання[57] з оптичною (0,3–1,0 мкм довжиною хвилі) візуалізацією та спектроскопією, здатною до 40-квадратної дугової хвилини поля зору[58]. TMT використовуватиме точні маски фокусної площини та дозволить спостереження за довгими щілинами окремих об'єктів, а також спостереження за короткими щілинами сотень різних об'єктів одночасно. Спектрометр використовуватиме природні (некоректовані) видимі зображення[59].
- Інфрачервоний спектрометр для візуалізації (ІСВ, англ. IRIS), встановлений на обсерваторній системі МКАО, здатний проводити дифракційне обмеження та спектроскопію інтегрального поля у ближньому інфрачервоному діапазоні (0,8-2,5 мкм). Основними дослідниками є Джеймс Ларкін з Каліфорнійського університету та Анна Мур з Калтеху. Науковець проєкту — Шеллі Райт з Каліфорнійського ініверситету з Сан-Дієго[60][61].
- Інфрачервоний багатооб'єктний спектрометр (ІЧБС, англ. IRMS), що дозволяє наблизити до дифракційного візуалізації та щілинної спектроскопії на 2-х хвилинному діаметрі поля зору у ближньому інфрачервоному діапазоні (0,8–2,5 мкм).

## Процеси затвердження та протести

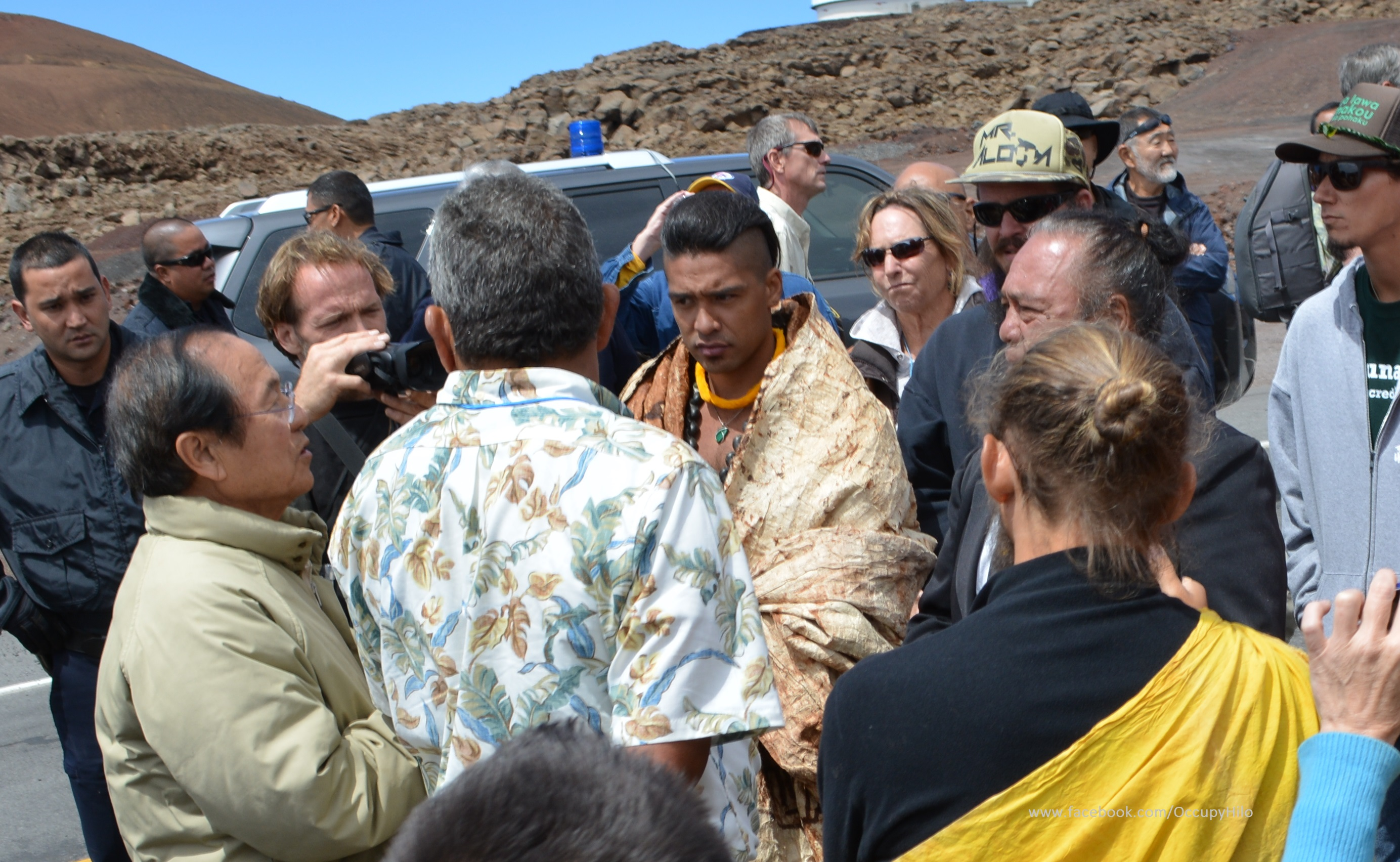
Культуролог Джошуа Ланакіла Мангауіль, а також прихильники суверенітету Кахоокахі Канухи та гавайського суверенітету в жовтні 2014 року блокують під'їзну дорогу до Мауна-Кеа, демонструючи відмовитись від будівництва тридцятиметрового телескопа.

У 2008 році корпорація TMT обрала двох фіналістів для подальшого вивчення: Мауна-Kea та Сьєрра-Армазоне (англ. Cerro Armazones). У липні 2009 року було обрано Мауна-Кеа. Після того, як для TMT обрали Мауна-Kea, для нього розпочались процедури врегулювання та обговорення для затвердження. Мауна-Кеа займає одне з найкращих місць на Землі для огляду з телескопа і є домівкою для 13 інших телескопів, побудованих на вершині гори, в межах обсерваторії Мауна-Кеа. Навколо телескопів на острові крутяться великі гроші, штат отримує мільйони доларів субсидій, люди отримують робочі місця. TMT буде одним з найдорожчих телескопів, що коли-небудь створювався. Запропоноване будівництво ТМТ на Мауна-Кеа викликало протести та демонстрації по всьому штату Гаваї. Мауна Кеа — найсвятіша гора гавайської культури, а земля перебуває під охороною штату Гаваї.

### Початкове схвалення, дозвіл та слухання суперечок
У 2010 році губернатор штату Гаваї Лінда Лінгл підписалася на екологічне дослідження після 14 зустрічей з громадою. 2 та 3 грудня 2010 року Гавайська Рада земель і природних ресурсів (англ. Board of Land and Natural Resources — BLNR, РЗПР) провела слухання щодо надання дозволу.
25 лютого 2011 року, після декількох громадських слухань, Рада надала дозвіл. Але цей дозвіл мав умови, зокрема, слухання щодо оскарження. У серпні 2011 року відбулось суперечливе слухання справи, яке призвело до ухвалення судового розпорядження для затвердження у листопаді 2012 року. Телескоп отримав схвалення Ради земель і природних ресурсів у квітні 2013 року. Цей дозвіл було оскаржено в суді першої інстанції у травні 2014 року. Проміжний апеляційний суд штату Гаваї відмовився слухати апеляцію щодо дозволу, поки РЗПР Гаваїв вперше не виніс рішення у судовому засіданні, яке могло бути оскаржене, і яке потім могло бути оскаржено до суду.

### Перша блокада, зупинки будівництва, Верховний суд штату визнав недійсним дозвіл
Церемонія декларування та першовідкриття була проведена 7 жовтня 2014 року, але протестувальники перешкоджали. Проєкт став центром загострення політичного конфлікту, відбулись арешти поліції та продовження судових процесів щодо належного використання земель під охороною. Національна гавайська культурна практика та релігійні права стали центральними для опозиції, з побоюванням щодо відсутності змістовного діалогу під час процесу отримання дозволу. В кінці березня 2015 року демонстранти знову зупинили будівельні бригади. 2 квітня 2015 року на Мауна-Кеа зібралися близько 300 протестувальників, деякі з них намагалися перекрити під'їзну дорогу до саміту; було здійснено 23 арешти. Після того, як поліція очистила під'їзну дорогу до вершини, близько 40 — 50 протестувальників почали слідкувати за сильно навантаженими та повільними будівельними вантажівками до вершини будівельної дільниці.
7 квітня 2015 року будівництво було припинено на тиждень на прохання губернатора штату Гаваї Девіда Іге, після протесту на Мауна-Кеа. Керівник проєкту Гері Сандерс заявив, що TMT погодився на тижневу зупинку для продовження діалогу; Кеалога Пісчотта, президент групи Мауна Кеа Анаїна Хоу, одна з організацій, яка оскаржила TMT в суді, розглядала розвиток як позитивний, але заявила, що протидія проєкту буде продовжуватися. 8 квітня 2015 року губернатор Девід Іге оголосив, що проєкт тимчасово переноситься щонайменше до 20 квітня 2015 року. Будівництво мало розпочатися знову 24 червня хоча в цей день зібралися сотні протестувальників, що перекрили доступ до будівельного майданчика для ТМТ. Деякі учасники акцій протестували на під'їзній дорозі до місця, поки інші заважали на дорозі до вершини. В результаті було 11 арештів.
Голова компанії TMT заявив: «ТМТ буде слідувати процесам встановленим державою.» 28 вересня 2017 року Гавайська рада з питань земельних і природних ресурсів затвердила переглянутий дозвіл.
2 грудня 2015 року Верховний суд штату Гаваї визнав недійсним дозвіл штату Гаваї на землю та природні ресурси штату Гаваї на 2011 рік постановивши, що належний порядок не дотримувався, коли Рада затвердила дозвіл до оскарження слухання справи. Вища інстанція заявила: «Гавайський департамент з питань земельних і природних ресурсів (ДЗПР) поставив візок перед конем, коли він затвердив дозвіл перед слуханням справи, що оскаржувалась», і "Після надання дозволу заявникам було відмовлено в основному елементі процедурних процесів — з можливістю бути почутими в осмислений час і змістовно. Наша Конституція вимагає більше".

### Засідання ДЗПР, суд підтверджує переглянуті дозволи
У березні 2017 року співробітник слухання ДЗПР, суддя у відставці Рікі Мей Амано закінчила шестимісячне слухання у Хіло на Гаваях, взявши за 44 дні показань від 71 свідка. 26 липня 2017 року Амано подала свою рекомендацію про надання земельній раді дозволу на будівництво. 28 вересня 2017 року ДЗПР, діючи за доповіддю Амано, голосуванням 5-2 схвалила Дозвіл на Територію Природокористування (анг. CDUP) для TMT. Численні умови, включаючи вилучення трьох існуючих телескопів та твердження, що TMT має бути останнім телескопом на горі, були додані до дозволу.
30 жовтня 2018 року Верховний суд Гаваїв постановив 4-1, що переглянутий дозвіл є прийнятним, і дозволяє продовжувати будівництво. 10 липня 2019 року губернатор Девід Іге та Міжнародна обсерваторія тридцятиметрового телескопа спільно оголосила, що будівництво розпочнеться 15 липня 2019 року.

### Поновлення блокади
Акції протесту 15 липня 2019 року знову перекрили під'їзну дорогу і не давали розпочати будівництво. 17 липня через блокування під'їзної дороги було заарештовано 38 протестувальників, більшість із яких були місцевими старійшинами. Внаслідок блокади, що тривала 4 тижні було закрито всі 12 обсерваторій на Мауна-Кеа. Це було найдовше закриття в 50-річній історії обсерваторій. Повне закриття закінчилося, коли державні чиновники уклали угоду, яка включала будівництво нової дороги навколо кемпінгу, де відбувались демонстрації, та надали повний список транспортних засобів, які під'їжджають до дороги і щоб показати, що вони не пов'язані з TMT. Протести стали останньою боротьбою за права корінних народів і стали визначальним моментом для астрономії. Незважаючи на підтримку TMT як корінних гавайців, так і ненароджених гавайців, деякі місцеві гавайці виступають проти будівництва і розглядають таку пропозицію як продовження ігнорування їх основних прав. 50-річні протести проти використання Мауна-Кеа поставили під сумнів етику проведення досліджень з телескопами на горі. Суперечка стосується більше не будівництва, а довготривалого конфлікту між корінними гавайцями, урядом США та приватними інтересами. Американське астрономічне товариство через свого прес-директора Ріка Фіенберга заявило: «Гавайський народ має численні законні скарги щодо способів поводження з ними протягом століть. Ці скарги тліли протягом багатьох років, і коли астрономи оголосили про намір побудувати новий гігантський телескоп на Мауна-Кеа, вони спалахнули». Губернатору Девіду Іге та іншим в його адміністрації погрожували смертю через будівництво телескопа.

## Див. також

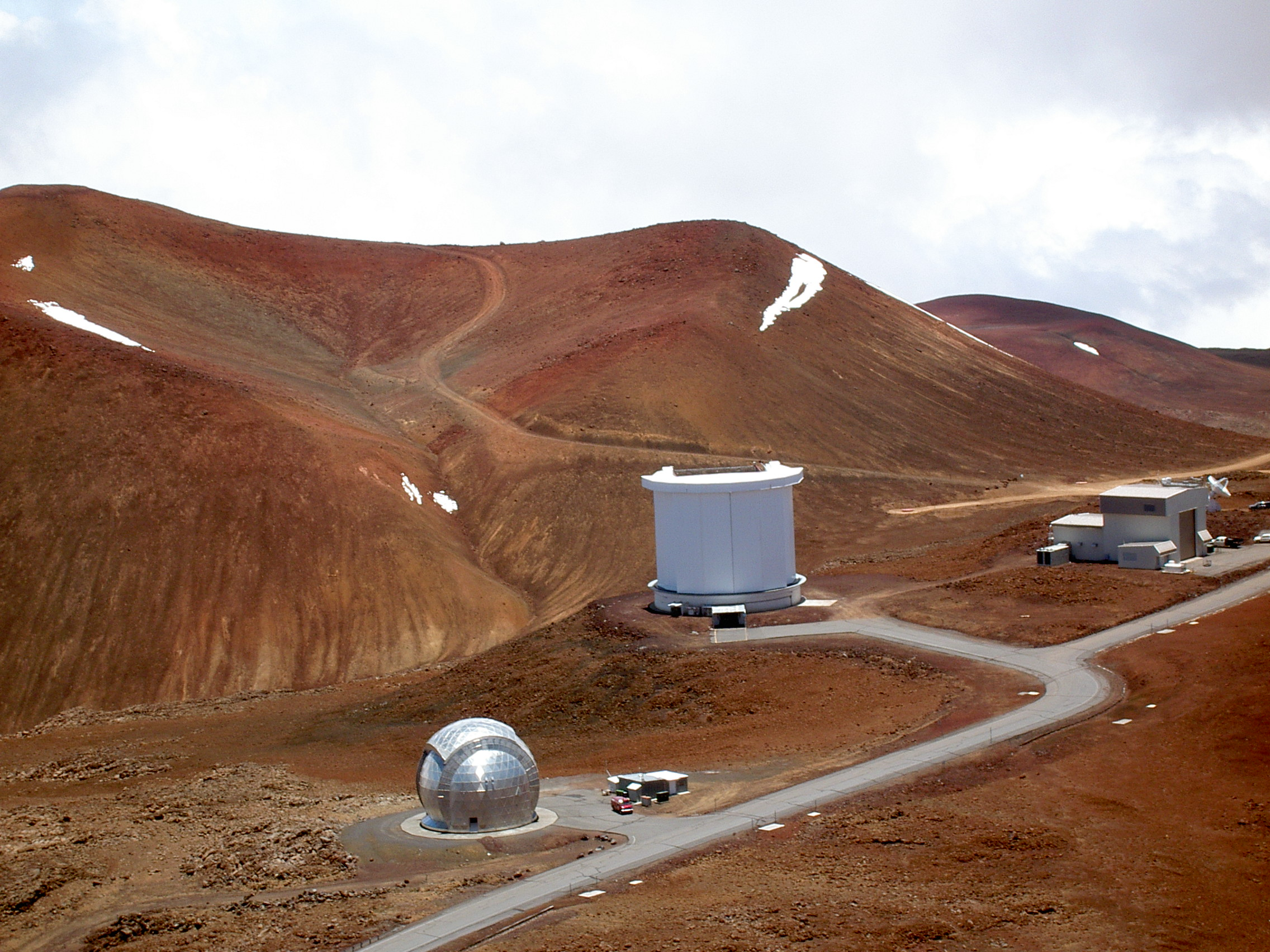
Телескоп імені Джеймса Клерка Максвелла
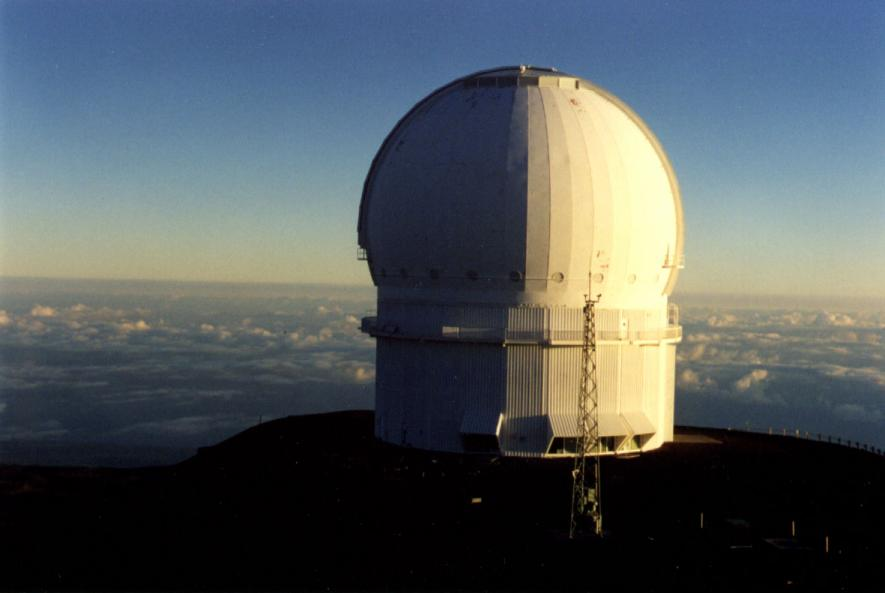
Телескоп CFHT
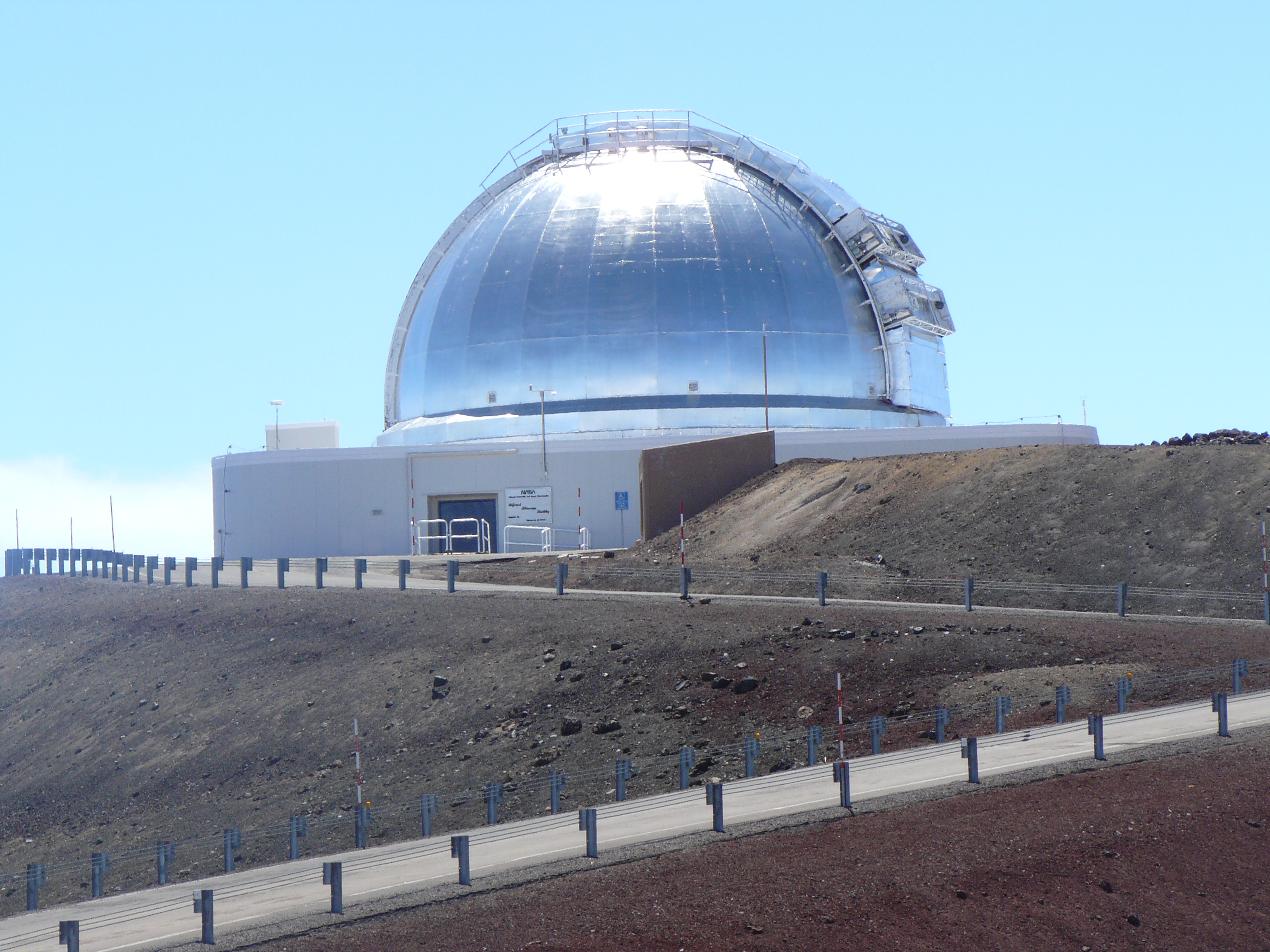
Телескоп IRTF
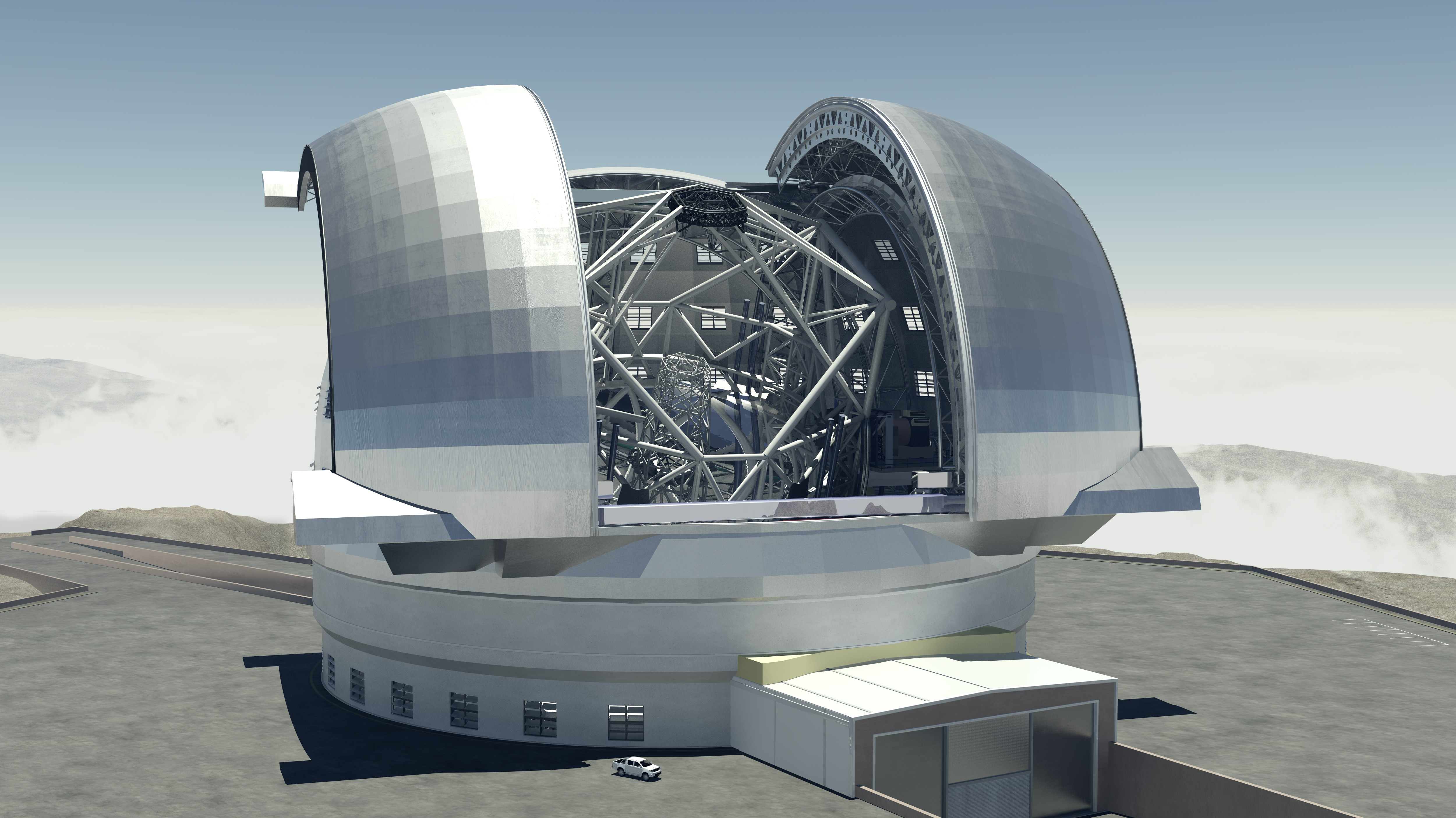
Надзвичайно великий телескоп (ELT)
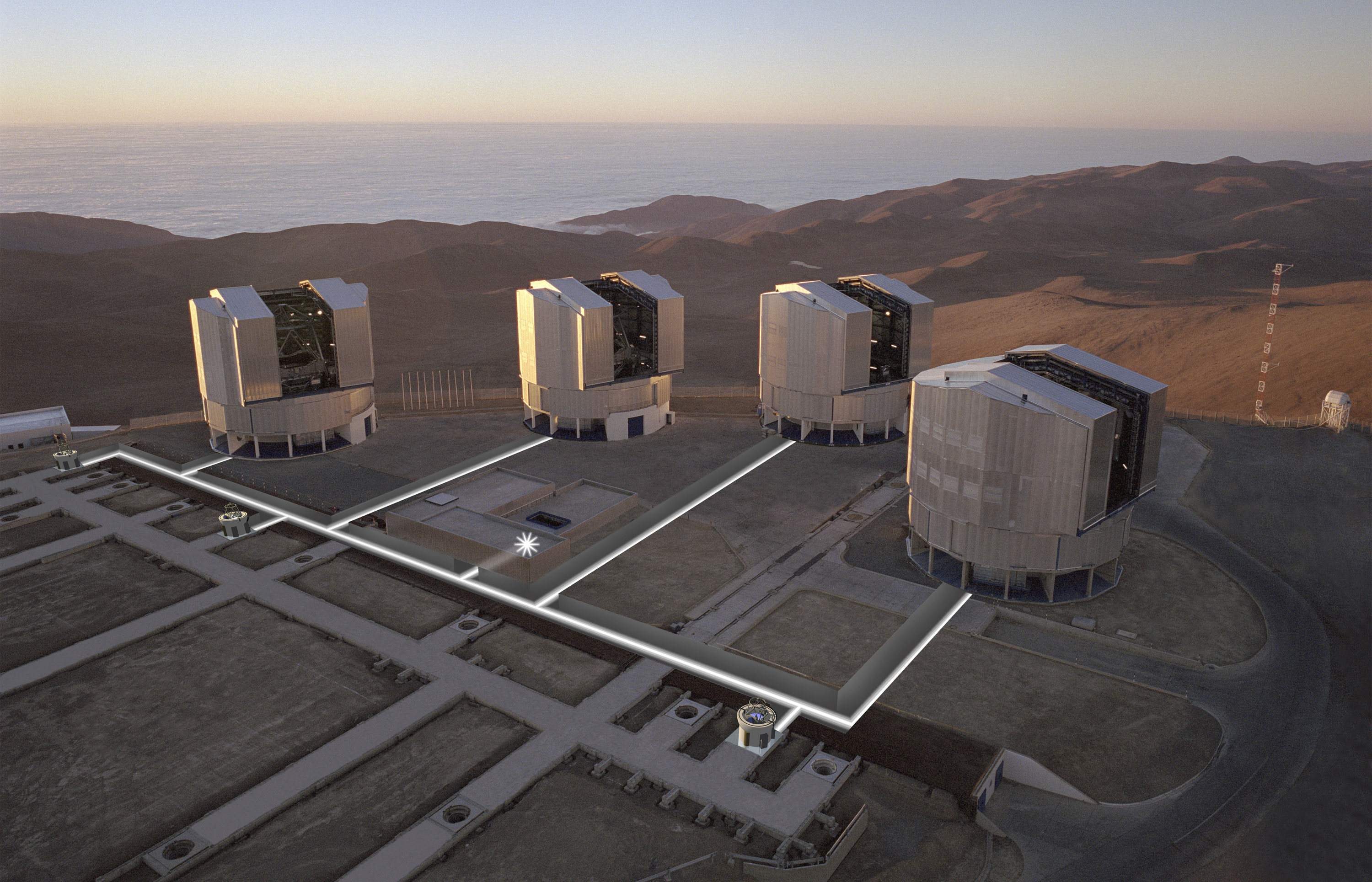
Дуже великий телескоп
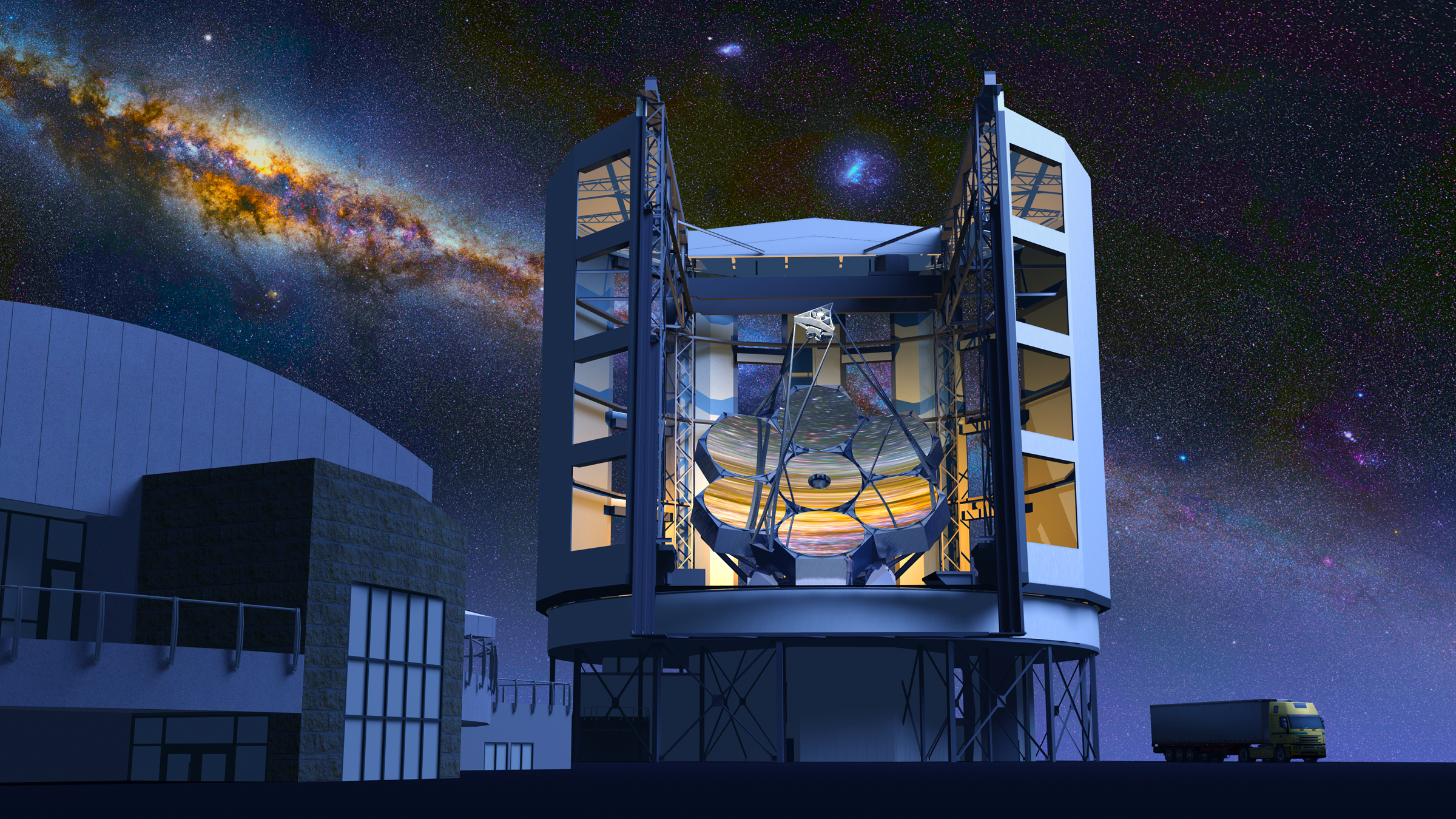
Гігантський магелланів телескоп
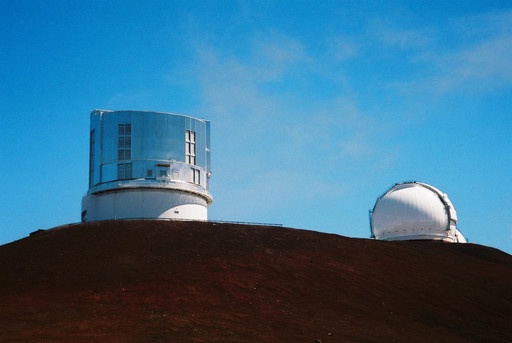
Субару (телескоп)
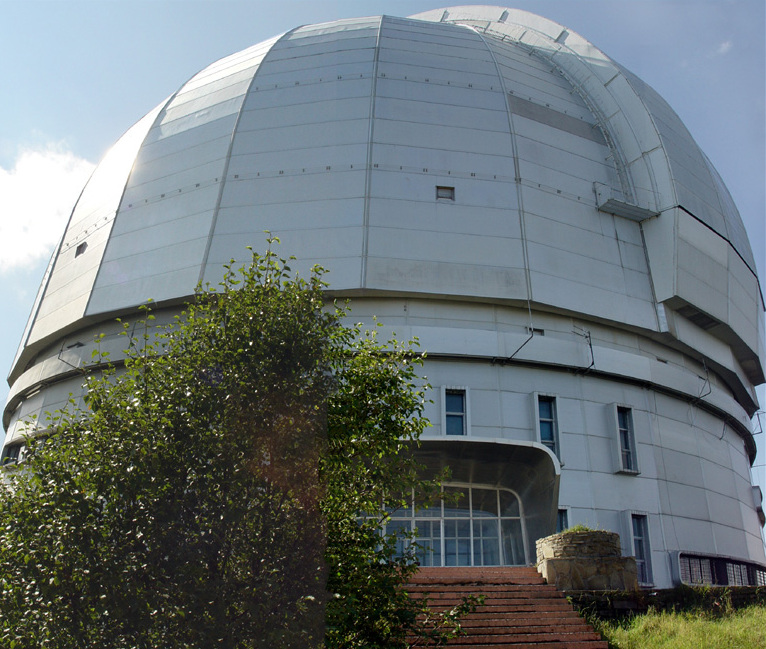
БТА